# ولاية بغداد (الدولة الصفوية)
ولاية بغداد (بالفارسية: ولايت بغداد) كانت إحدى ولايات الدولة الصفوية، تتمركز على أراضي العراق الحالي. وكانت بغداد عاصمة الولاية ومقعد الولاة الصفويين.
في أكتوبر 1508، دخل الشاه إسماعيل بغداد، ثم عيَّن خادم بك طالش واليًا للعراق وبغداد. بعد أن استولى الشاه على بغداد، ظلت المدينة ومحيطها في أيدي الصفويين حتى استولى العثمانيون على المنطقة في عام 1534 خلال الحرب العثمانية الصفوية (1532–1555).